# Typhlodromus difficilis
Typhlodromus difficilis är en spindeldjursart som beskrevs av Kolodochka 2003. Typhlodromus difficilis ingår i släktet Typhlodromus och familjen Phytoseiidae. Inga underarter finns listade i Catalogue of Life.